# Fred Hoyle
Fred Hoyle (n. 24 iunie 1915 - d. 20 august 2001) a fost un astronom englez, cunoscut pentru contribuțiile din domeniul studiului nucleosiontezei stelare și pentru concepțiile privind modelul Big Bang pe care l-a contrazis.

## Biografie
Născut în Bingley, Yorkshire își dovedește inteligența și abilitățile încă de la o vârstă fragedă; la vârsta de 4 ani poate face înmulțiri iar la 13 își dovedește pasiunea pentru Univers studiind „Stelele și Atomii”. Își începe studiile în orașul natal, ca mai apoi, deși pasionat de astronomie, merge la Cambridge pentru a studia matematica.
În 1936 își termina studiile și se căsătorește cu Barbara Clark, iar în 1939 este atestat în fizică și declarat membru de onoare al Universității Cambridge. Intrigat de colegul său Raymond Lyttletor interesul lui Hoyle pentru matematică și fizică scade în schimbul celui pentru astrofizică.

## Activitate profesională
Pe durata celui de-al doilea război mondial, participă la crearea și dezvoltarea radarului, tot în această perioadă îi întâlnește și pe Hermann Bondi și Thomas Gold.
Teoria conform căreia universal nu are început sau sfârșit, iar materia nouă este creată din nimic, a fost publicată în 1948 în publicația „Societatea Astronomică Regală”.
În 1950 participă la numeroase discuții istorice ca invitat al postului național de radio BBC, urmând ca mai apoi aceste discuții epocale să fie publicate în „Natura Universului”. Cu toate că ipoteza Big-Bang-ului a fost acceptată în 1960, Hoyle a început să o examineze intens și să-i caute punctele slabe. Această ipoteză a fost propusă în anii 1920 de Georges Lemaitre, (1894-1966) un preot și astronom.
În 1946 trimite la aceeași publicație „Societatea Astronomică Regală” două lucrări: Sinteza Elementelor din Hidrogen și o notă despre originea Razelor cosmice, în care prezice faptul că elementele grele se pot regăsi  în Razele Cosmice. Predicția a fost confirmată 22 de ani mai târziu. Pentru BBC a făcut 5 lucrări cu caracter astronomic ce au fost publicate în Natura Universului.
În 1950 Hoyle colaborează cu William Alfred Fowler și Margaret Burbidge în dezvoltarea teoriei de proveniență a elementelor, teorie ce a primit premiile Nobel și Fowler pentru fizică în 1983.
În 1957 publică împreună cu  Margaret Burbidge, Geoffrey Burbidge și William Fowler Sinteza elementelor din stele (Synthesis of the Elements in Stars), prima lucrare pe înțelesul oricui despre formarea corpurilor cerești.
Hoyle devine membru al Observatorului Palomar din anul 1956 până în 1965. În 1958 devine profesor de astronomie și filozofie experimentală la Cambridge. Una dintre marile sale realizări a fost fondarea „Institutului Teoretic de Astronomie”, pe care l-a și condus din funcția de director din anul 1967, iar tot din acest an  devine și vice-președinte al consiliului „Societății Regale” până în anul 1973, când se și retrage plictisit de „sistemul” Cambridge.

## Lucrări scrise

### Non-fiction
- The Nature of the Universe - a series of broadcast lectures, Basil Blackwell, Oxford 1950 (folosire timpurie a termenului big bang)
- Frontiers of Astronomy, Heinemann Education Books Limited, Londra, 1955. - The Internet Archive. HarperCollins, ISBN 0-06-002760-6 ISBN 978-0060027605
- Burbidge, E.M., Burbidge, G.R., Fowler, W.A. și Hoyle, F., Synthesis of the Elements in Stars, Revs. Mod. Physics 29:547–650, 1957, faimosul document B2FH după inițialele lor, pentru care Hoyle este cel mai faimos printre cosmologii profesionali.
- Astronomy, A history of man's investigation of the universe, Crescent Books, Inc., Londra 1962  LC 62-14108
- Galaxies, Nuclei, and Quasars, Harper & Row, Publishers, New York, 1965 LC-65-20996
- Nicolaus Copernicus, Heinemann Educational Books Ltd., Londra , p. 78, 1973
- Astronomy and Cosmology: A Modern Course, 1975, ISBN 0-7167-0351-3
- Energy or Extinction? The case for nuclear energy, 1977, Heinemann Educational Books Limited, ISBN 0-435-54430-6. În această carte provocatoare Hoyle stabilește dependența civilizației occidentale de consumul de energie și a prezis că fisiunea nucleară ca sursă de energie este esențială pentru supraviețuirea sa.
- Ten Faces of the Universe, 1977, W. H. Freeman and Company (San Francisco), ISBN 0-7167-0384-X, ISBN 0-7167-0383-1
- On Stonehenge, 1977, Londra: Heinemann Educational, ISBN 978-0-435-32958-7;  San Francisco: W. H. Freeman and Company, ISBN 0-7167-0364-5, ISBN 0-7167-0363-7 pbk.
- Lifecloud - The Origin of Life in the Universe, Hoyle, F. and Wickramasinghe C., J. M. Dent and Sons, 1978. ISBN 0-460-04335-8
- Commonsense in Nuclear Energy, Fred Hoyle and Geoffrey Hoyle, 1980, Heinemann Educational Books Ltd., ISBN 0-435-54432-2
- The big bang in astronomy, New Scientist 92(1280):527, 19 noiembrie 1981.
- Ice, the Ultimate Human Catastrophe,1981, ISBN 0-8264-0064-7 [20] Un fragment la Google Books
- The Intelligent Universe, 1983
- From Grains to Bacteria, Hoyle, F. and Wickramasinghe N.C., University College Cardiff Press, ISBN 0-906449-64-2, 1984
- Evolution from space (the Omni lecture) and other papers on the origin of life 1982, ISBN 0-89490-083-8
- Evolution from Space: A Theory of Cosmic Creationism, 1984, ISBN 0-671-49263-2
- Viruses from Space, 1986, ISBN 0906449936
- Cu Jayant Narlikar și Chandra Wickramasinghe, The extragalactic universe: an alternative view, Nature 346:807–812, 30 august 1990.
- The Origin of the Universe and the Origin of Religion,1993, ISBN 1-55921-083-4 [21]
- Home Is Where the Wind Blows: Chapters from a Cosmologist's Life (autobiografie) Oxford University Press 1994,  ISBN 0-19-850060-2
- Mathematics of Evolution, (1987) University College Cardiff Press, (1999) Acorn Enterprises LLC., ISBN 0-9669934-0-3
- Cu G. Burbridge și Narlikar J. V. A Different Approach to Cosmology, Cambridge University Press 2000, ISBN 0-521-66223-0

### Opera științifico-fantastică

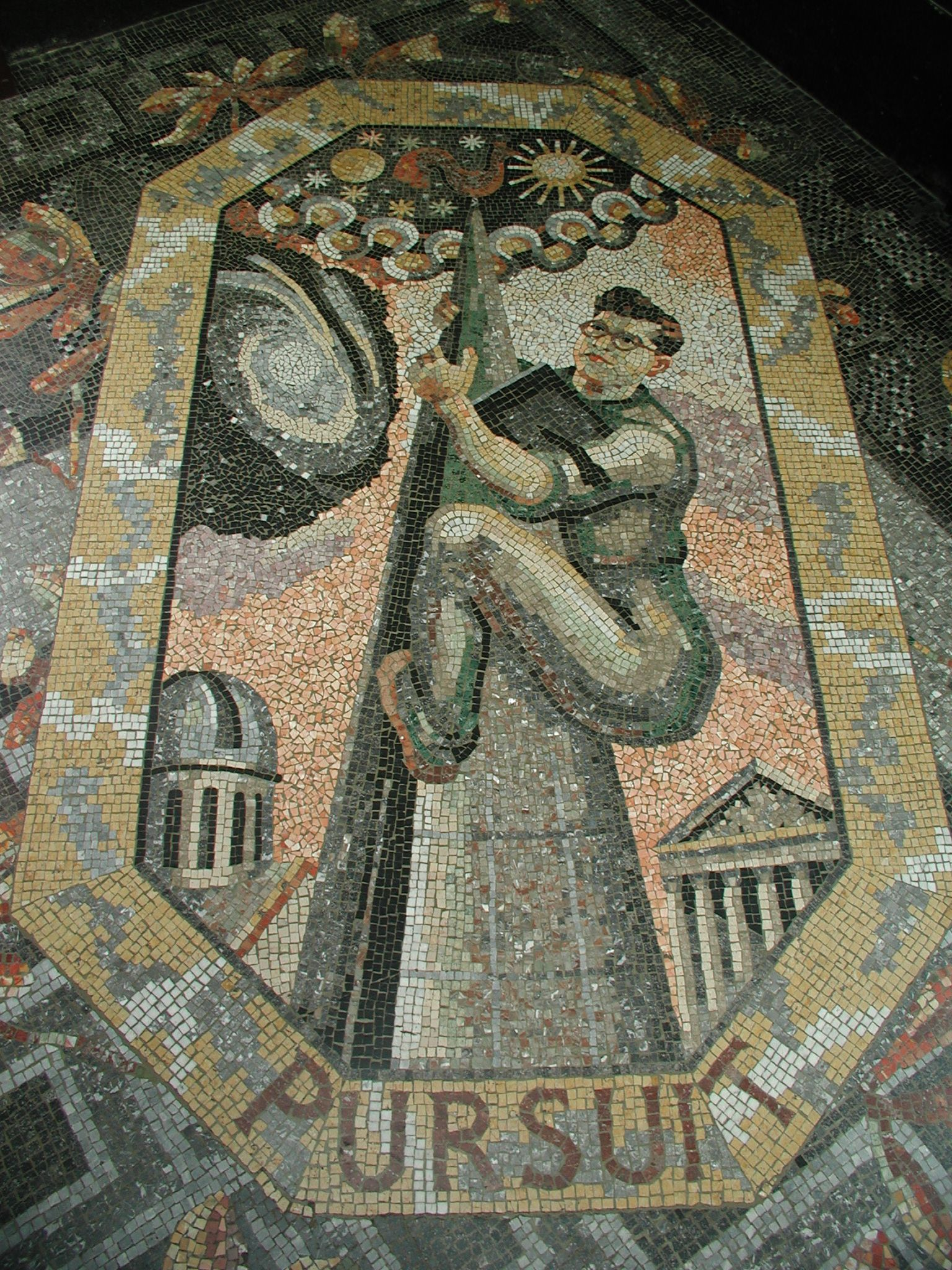
Un mozaic de Boris Anrep prezentându-l pe Fred Hoyle ca un cățărător către stele având o carte în brațele sale

Hoyle a scris și literatură științifico-fantastică. În primul său roman, The Black Cloud, cele mai inteligente forme de viață din univers iau forma unor nori de gaz interstelar; acestea sunt surprinse să afle că viața inteligentă se poate forma și pe planete. El a scris scenariul unui serial de televiziune,  A for Andromeda , care a fost, de asemenea, publicat ca un roman. Piesa sa de teatru Rockets in Ursa Major a avut o producție profesională la Teatrul Mermaid în 1962.
- The Black Cloud, 1957 (retipărit în 2015 de Valancourt Books, prefață de Geoffrey Hoyle, fiul său)
- Ossian's Ride, 1959
- A for Andromeda, 1962 (scris împreună cu John Elliot)
- Fifth Planet, 1963 (scris împreună cu Geoffrey Hoyle)
- The Andromeda Breakthrough, 1965 (scris împreună cu John Elliot)
- October the First Is Too Late, 1966
- Element 79, 1967
- Rockets in Ursa Major, 1969 (scris împreună cu Geoffrey Hoyle)
- Seven Steps to the Sun, 1970 (scris împreună cu Geoffrey Hoyle)
- The Inferno, 10/1973 (scris împreună cu Geoffrey Hoyle)
- The Molecule Men and the Monster of Loch Ness, 1973 (scris împreună cu Geoffrey Hoyle)
- Into Deepest Space, 1974 (scris împreună cu Geoffrey Hoyle)
- The Incandescent Ones, 1977 (scris împreună cu Geoffrey Hoyle)
- The Westminster Disaster ISBN 978-0-434-34929-6, October 1978 (scris împreună cu Geoffrey Hoyle și Barbara Hoyle)
- Comet Halley, 11/1985
- The Frozen Planet of Azuron, 1982 (Ladybird Books, scris împreună cu Geoffrey Hoyle)
- The Energy Pirate, 1982 (Ladybird Books, scris împreună cu Geoffrey Hoyle)
- The Planet of Death, 1982 (Ladybird Books, scris împreună cu Geoffrey Hoyle)
- The Giants of Universal Park, 1982 (Ladybird Books, scris împreună cu Geoffrey Hoyle)

Majoritatea lucrărilor sale sunt de sine-stătătoare.  Andromeda Breakthrough este o  continuare a scenariului A for Andromeda iar Into Deepest Space este o continuare a  piesei de teatru Rockets in Ursa Major. Cele patru cărți Ladybird (The Frozen Planet of Azuron, The Energy Pirate, The Planet of Death, The Giants of Universal Park - scrise împreună cu Geoffrey Hoyle) sunt destinate copiilor.
Unele povestiri din antologia Elementul 79 sunt fantasy, mai ales "Welcome to Slippage City" sau "The Judgement of Aphrodite".  Both a folosit și personaje mitologice.
The Telegraph (UK) l-au numit un scriitor "maestru" al științifico-fantasticului.